# Швинген
Швинген (нем.  Schwingen — качать) — национальная швейцарская борьба, распространённая в германоязычной части Швейцарии. Известна, по некоторым данным, ещё с XIII века, однако официально соревнования по швингену проводятся с 1805 года. В 1855 году в Лозанне швинген включён в список национальных видов спорта, как штайнштоссен (нем. Steinstoßen) и хорнуссен (нем. Hornussen).

## История
В Люцернской хронике 1517 года встречается изображение, на котором около Лозаннского собора двое людей борются друг с другом. Это было первое упоминание о швейцарской народной борьбе. Однако нет подтверждений, что на миниатюре был изображён именно поединок по швингену. В XVII—XVIII веках в регионах Эмменталь, Хазлиталь и Энтльбух начинают развиваться боевые искусства, а в литературе XVIII века о швингене упоминается уже как о составной части швейцарской культуры. В книге монаха Франца-Йозефа Штадлера «Части Энтльбуха», написанной в 1797 году, упоминаются первые правила борьбы.
В 1805 году на фестивале Уннспуннерфест впервые проводятся соревнования по швингену. В конце XIX века учителя гимнастики начинают проводить занятия по этому виду борьбы в городах, хотя она наиболее популярна была среди крестьян, а в 1895 году создаётся и Национальная федерация швингена, которая официально начинает проводить соревнования по этой борьбе и устанавливает её современные правила.

#### Национальное первенство по борьбе швинген 2016[1]
Победителем Национального первенства по борьбе швинген и другим альпийским видам спорта (Schwing- und Älplerfest) в 2016 году стал уроженец кантона Берн Маттиас Гларнер. Соревнования прошли недалеко от городов Эставайе и Пайерн в западной, франкоязычной части Швейцарии. Впервые за последние 76 лет новым «королем» борьбы швинген стал атлет в возрасте старше 30 лет — Маттиас Гларнер (Matthias Glarner) (рост - 1,86, вес - 115 кг). Ему удалось победить гораздо более молодых бойцов.

## Правила
Поединок проходит на арене в форме круга с диаметром от 7 до 14 метров, причём арена посыпана опилками. Два противника носят шорты из джута, которые надеты поверх одежды. Противники хватают друг друга за эти шорты (сзади, на поясе) и начинают борьбу. Цель — опрокинуть противника на спину. 

#### Приемы и захваты в борьбе «швинген»[2]
Существуют несколько основных бросков под именами «курц» (нем. Kurz), «убершпрунг» (нем. Übersprung), «Виберхагге» (нем. Wyberhaagge), также «Ножницы» (нем. Schere), «Изгиб» (нем. Souplesse), и несколько зажимов: «Медвежий зажим» (нем. Bärendruck), «Коробочка» (нем. Päckli), «Захват под колено» (нем. Kniekehlengriff), «Головной захват» (нем. Kopfzug) и так далее. Большинство приёмов напоминают аналогичные приёмы в дзюдо — «хюфтер» (нем. Hüfter) напоминает «коси гурума», «бринцер» (нем. Brienzer) — «учи-мата». Эти приёмы наиболее эффективны для перебрасывания оппонента и могут также использоваться в шуайцзяо. Если борец, удерживая противника за шорты, заставил его коснуться земли как минимум двумя третями спины или же двумя лопатками сразу, то он побеждает. По традиции победитель счищает со спины побеждённого опилки. Матч обслуживают три арбитра, один из которых находится на арене. Судьи дают очки за победный бросок (максимум 10 баллов). Если матч не оканчивается чистой победой, то наиболее активному присуждают наибольшее количество очков.

## Система поединков
На фестивале швингена каждый участник борется с шестью или восемью противниками (восемь на турнире Федерации). По окончании пяти (или семи) поединков два самых лучших участника сходятся в финальном поединке, чтобы выявить сильнейшего. Матч судят только профессиональные арбитры, но нередки случаи обвинения их в пристрастном судействе.
Классов или категорий в данном виде спорта нет, однако участвуют в борьбе преимущественно люди ростом выше 180 см и массой более 100 кг. По профессии чаще всего это плотники, мясники, лесорубы или сыроделы.

## Интересные традиции
- Несмотря на то, что это традиционно мужской вид спорта, с 1992 года в Швейцарии существует женская ассоциация швингена.
- Борцы из сельских регионов носят тёмные брюки и ярко-синюю рубашку, а городские спортсмены выступают исключительно в белой одежде.
- На турнирах не разыгрываются какие-либо денежные суммы: победителям вручают разнообразные сувениры от колокольчиков для животных до мебели
- Лучшие борцы на фестивале получают венки. Те, кто получают венки на соревнованиях Федерации, называются «Eidgenossen» (с нем. — «Конфедераты»), а на национальном уровне —— «Böse» (с нем. — «Плохие парни»).
- Победитель турнира Федерации получает пожизненный титул «Короля швингена» (нем. Schwingerkönig) и получает право присутствовать в качестве почётного гостя на каждом турнире.